# Oratorio del Cristo
L'oratorio del Ss. Crocifisso in capo alla Ghiara detto comunemente del Cristo è un edificio religioso, sito in piazzale Roversi, nel centro storico di Reggio Emilia.

## Storia e descrizione
Fu costruito, su incarico della Compagnia del suffragio, nel 1758 nel luogo ove sorgeva un'immagine del crocifisso dipinta durante la peste del 1630-1631, mentre la facciata venne realizzata nel 1761, su progetto dell'architetto Giovan Battista Cattani detto Cavallari. Nel 1887 fu restaurato sotto la direzione dell'ingegner Albertini. L'edificio presenta una caratteristica facciata barocca dalle forme convesse e ornate. Le statue sulla facciata sono opera dello scultore veronese Angelo Finali. L'interno dell'oratorio è anch'esso in stile barocco e, dietro l'altare maggiore è possibile osservare l'affresco che rappresenta Cristo in croce con l'addolorata in ginocchio ai suoi piedi. L'oratorio è posto al termine del corso Giuseppe Garibaldi di cui costituisce la scenografica testata.
L'oratorio si affaccia su uno slargo del corso, chiamato comunemente piazza del Cristo, da cui è possibile vedere anche la cupola e il campanile della chiesa di San Giorgio.

## Culto
Nel 2011 la Curia, dopo alcuni lavori di ristrutturazione, ha concesso in uso l'oratorio del Cristo alla comunità rumena di culto ortodosso.